# Museo diocesano d'arte sacra (San Giorio di Susa)
Il Museo diocesano d'arte sacra di San Giorio di Susa (provincia di Torino) è costituito dalla cappella di San Lorenzo, detta cappella del Conte, situata a poca distanza dalla chiesa parrocchiale (XI - XII secolo), dedicata a san Giorgio.
Il museo è inserito nel Sistema museale diocesano della Valle di Susa, come sezione distaccata del Museo diocesano d'arte sacra di Susa.

## Temi e soggetti della Cappella del Conte
Nel (1328) il conte Lorenzetto Bertrandi fece costruire una cappella cimiteriale, dedicata al suo patrono. La cappella venne completamente decorata, sia esternamente che internamente, con affreschi (prima metà del XIV secolo) eseguiti da un anonimo pittore franco-piemontese. Dei dipinti murali esterni rimane soltanto un frammento sul lato meridionale, mentre quelli all'interno offrono una testimonianza del gotico francese in Valle di Susa e sono dedicati alle Storie di Gesù Cristo e alle Storie di San Lorenzo. Sulle volte e nell'abside si possono osservare:
- l’Annunciazione;
- la Natività;
- la Presentazione di Gesù al Tempio;
- l’Ultima Cena;
- la Crocifissione;
- le Marie al Sepolcro.

Sulla parete sinistra sono ubicati gli affreschi delle Storie di San Lorenzo, oltre alla raffigurazione di Sant’Agata e di Sant’Orsola con le undicimila vergini, mentre nell'area absidale è visibile San Lorenzo che presenta il committente Lorenzetto Bertrandi e la moglie Guglielmina.
Le storie rappresentate trattano i temi della Salvezza (Crocifissione), della Redenzione (Leggenda dei tre vivi e dei tre morti) e della vita santa (Storie di san Lorenzo). Lo stile e la tecnica pittorica di questi dipinti murali risentono fortemente dell'influenza giottesca, tanto che la Crocifissione riecheggia quella della Cappella degli Scrovegni a Padova.